# Haplogrup M del cromosoma Y humà
L'haplogrup M del cromosoma Y humà és un haplogrup format a partir de l'haplotip M4 del cromosoma Y humà.
Aquest haplogrup està associat amb l'Oceania, particularment Melanèsia, est d'Indonèsia, i Micronèsia.
És un haplogrup descendent del K, i es creu que va aparèixer fa qüestió d'uns 10.000 anys.